# Клеверли, Нэйтен
Нэйтен Клеверли (англ. Nathan Cleverly; род. 1987 (17) февраля, Кайрфилли, Уэльс, Великобритания) — британский боксёр-профессионал, выступающий в первой тяжёлой весовой категории (англ. Cruiserweight). Чемпион мира по версии WBO (2011—2013), регулярный чемпион мира по версии WBA (2016—2017) временный чемпион мира по версии WBO (2010),
чемпион Европы по версии EBU (2010), чемпион Британии (2009), чемпион Британского Содружества (2008—2009) в полутяжёлом весе.

## Профессиональная карьера
Натан Клеверли дебютировал на профессиональном ринге в июле 2005 года в полутяжёлом весе.
В июне 2006 года, со статистикой 4-0, вышел на ринг с непобеждённым соотечественником, начинающим профессиональным боксёром, Бернардом Халфордом (3-0). В октябре 2006 года, Нэйтен нокаутировал в пятом раунде ещё одного непобеждённого боксёра, Тони Куигли (7-0).

#### Бой с Тони Оакея
В октябре 2008 года, Клеверли вышел на первый титульный поединок. В бою за титул британского содружества он победил Тони Оакея (25-3-1). Натан уверенно защитил трижды титул нокаутом, против Дугласа Отиено Окала (18-1), Самсона Онианго (18-3) и Билли Бойла (12-1).

#### Бой с Дэнни Макинтоа
В июле 2009 года, Клеверли нокаутировал непобеждённого Дэнни Макинтоа (10-0), и добавил к титулу британского содружества, пояс чемпиона Великобритании. Через три месяца защитил титулы нокаутом против Куртни Фрая (13-2).

#### Завоевание титула чемпиона Европы
В феврале 2010 года, Клеверли встретился с опытным итальянцем, Антонио Бранкалиона (32-7-2). Натан нокаутировал Антонио в 5-м раунде, и завоевал титул чемпиона Европы по версии EBU в полутяжёлом весе.

#### Претендентский бой с Каро Муратом
Следующий бой Клеверли провёл спустя 7 месяцев против непобеждённого немца армянского происхождения, Каро Мурата (22-0), в поединке за звание обязательного претендента на титул чемпиона мира по версии WBO. Клеверли нокаутировал Мурата в 10-м раунде, и завоевал право провести чемпионский бой.

#### Бой с Наджибом Мохаммеди
В декабре Клеверли по очкам победил француза, Наджиба Мохаммеди (23-1) и завоевал титул временного чемпиона по версии WBO.

#### Чемпионский бой с Алексием Куземским
Спустя полгода, в зрелищном поединке, Нэйтен нокаутировал поляка, Алексия Куземского (21-2), и завоевал полноценный титул чемпиона мира WBO.

#### Бой с Тони Белью 1
Первую защиту титула провёл в плотном бою с непобеждённым соотечественником, Тони Белью (16-0). Решением большинства судей, Клеверли отстоял титул. В феврале британец защитил титул против американца, Томми Карпенси (21-2-1).

#### Бой с Томми Капенси
25 февраля 2012 года встретился с Томми Карпенси. На протяжении всего поединка Клеверли прессинговал, перерабатывая соперника буквально в каждом эпизоде. Чемпион практически без пауз обрушивал на претендента многоударные комбинации по обоим этажам с акцентом на удары по туловищу. Карпенси умело защищался, уходя от большинства ударов соперника за счет плотного блока, работы корпусом и подставок. В итоге претенденту удалось избежать серьезного ущерба и достоять до финального гонга, но сам был очень пассивен и скорее «выживал», чем старался победить. По окончании поединка все три судьи отдали победу Клеверли с одинаковым счетом — 120—108.

#### Бой с Шоном Хоуком
10 ноября 2012 года Клеверли должен был сразиться с украинцем Вячеславом Узелковым, но поединок сорвался. Замена была найдена менее чем за неделю до боя. Им стал 28-летний американец, Шон Хоук (23-2-1). Клеверли четырежды отправлял американца на канвас, и в 8-м раунде рефери прекратил поединок, зафиксировав победу британца техническим нокаутом.

#### Бой с Робином Красничи
20 апреля 2013 года Клеверли защитил титул WBO в бою с немцем албанского происхождения Робином Красничи.

#### Бой с Сергеем Ковалёвым
17 августа 2013 года потерял титул чемпиона мира в полутяжелом весе по версии WBO, проиграв нокаутом в четвёртом раунде 30-летнему россиянину Сергею Ковалёву. 12-раундовый поединок прошёл в Кардиффе в Уэльсе. В третьем раунде Ковалёв дважды отправлял соперника в нокдаун, а в четвёртом раунде победил техническим нокаутом. Судья остановил бой, посчитав, что Клеверли не может продолжить поединок[12]. Следует заметить, что этот бой предложила провести команда Натана Клеверли, который до боя с Ковалёвым не знал поражений. Это была не обязательная, а добровольная защита чемпионского титула Натаном Клеверли. Другими словами, команда Клеверли была уверена в победе Натана.

### Переход в первый тяжёлый вес
После поражения от Ковалёва, Клеверли решил подняться в первый тяжёлый вес (до 90,7 кг)

#### Планируемый бой с Илунгой Макабу
1 февраля 2014 года был запланирован бой Клеверли с конголежцем, Илунгой Макабу в рамках первой тяжёлой весовой категории. Незадолго до боя, Клеверли отказался от поединка.
Дебютный бой в новой весовой категории, Клеверли провёл 17 мая 2014 года, в котором нокаутировал джорнимена из Тринидада и Тобаго, Шона Корбина.

#### Бой с Тони Белью 2
22 ноября 2014 года состоялся реванш между Натаном Клеверли и Тони Белью. В повторном бою, Клеверли действовал атакуя джебами и работал преимущественно на дальней дистанции. Белью же шёл в размен и входил в ближнюю и среднюю дистанции. Более силовая и агрессивная манера боя, позволила Белью взять реванш и победить Клеверли по очкам раздельным решением

### Возвращение в полутяжёлый вес

#### Бой с Анджеем Фонфарой
Чемпион в полутяжелом весе 27-летний поляк Анджей Фонфара и экс-чемпион мира в полутяжелом весе 28-летний британец Натан Клеверли. Поединок получился равным, зрелищным и насыщенным, оба боксера постоянно разменивались ударами и держали высокий темп. О мобильности бойцы не заботились, предпочитая обмениваться ударами. Соответственно, и попаданий с обеих сторон было достаточно. Со временем ситуация для Клеверли стала осложняться травмами — в седьмом раунде валлиец (возможно) получил перелом носа, в восьмом — рассечение. Фонфара продолжал давление вместе с тяжёлыми ударами. Клеверли отвечал тем же. В чемпионских раундах Нэйтен бросил в бой последние силы, пытаясь набирать очки быстрыми контр выпадами. Анджей при этом полагался на силу и акцент. 12-й раунд не отличался от предыдущих и стал достойным финалом яркого поединка. По итогам двенадцати раундов все трое судей отдали победу Фонфаре со счетом 116—112, 116—112 и 115—113. В поединке был установлен рекорд по выброшенным ударам для боксеров полутяжелого веса — по данным CompuBox, на двух боксеры выбросили в этом бою 2524 удара (Фонфара выбросил 1414 ударов за 12 раундов, Клеверли — 1111)

#### Чемпионский бой с Юргеном Бремером
Бой состоялся 1 октября 2016 года, в Нойбранденбурге (Германия). Юрген Бремер вышел на ринг в качестве чемпиона мира по версии WBA в полутяжелом весе. Клеверли с первого же раунда взвинтил темп схватки, стараясь бить часто, пусть и слабо. Бремер, используя весь свой немалый опыт, мастерски защищался и старался контратаковать акцентированно, мощно. В 6 раунде Бремер немного снизил активность, как он позже пояснил, из-за травмы правой руки. После шестого раунда Бремер отправился в свой угол на отдых, но перед объявлением гонга неожиданно отказался от капы, встал со стула и пошёл поздравлять соперника с победой. Натан Клеверли стал обладателем пояса регулярного чемпиона мира по версии WBA в полутяжелом весе.

#### Бой с Баду Джеком
26 августа 2017 года потерпел поражение техническим нокаутом в 5-м раунде от шведа Баду Джека (21-1-2), потеряв титул регулярного чемпиона мира по версии WBA в полутяжёлом весе, после чего объявил о завершении боксёрской карьеры.

## Таблица боёв
В таблице перечислены результаты всех поединков боксёров.
В каждой строке указан результат поединка. Дополнительно номер поединка обозначен цветом, который обозначает итог поединка. Расшифровка обозначений и цветов представлена в нижеследующей таблице.
| Пример | Расшифровка                     |
| ------ | ------------------------------- |
|        | Победа                          |
|        | Ничья                           |
|        | Поражение                       |
|        | Планируемый поединок            |
|        | Поединок признан несостоявшимся |
| КО     | Нокаут                          |
| ТКО    | Технический нокаут              |
| PTS    | Решение судей (по очкам)        |
| UD     | Единогласное решение судей      |
| MD     | Решение большинства судей       |
| SD     | Раздельное решение судей        |
| RTD    | Отказ от продолжения боя        |
| DQ     | Дисквалификация                 |
| NC     | Поединок признан несостоявшимся |

| Результат | Соперник                | Показатели соперника | Тип | Раунд, Время | Дата             | Место боя                               | Комментарии |
| --------- | ----------------------- | -------------------- | --- | ------------ | ---------------- | --------------------------------------- | --- |
| 30-4      | Баду Джек               | 21-1-2               | TKO | 5 (12), 2:47 | 26 августа 2017  | Ти-Мобайл Арена, Лас-Вегас, Невада, США | Потерял титул регулярного чемпиона мира по версии WBA в полутяжёлом весе (1-я защита Клеверли).                           |
| 30-3      | Юрген Бремер            | 48-2-0               | RTD | 6 (12), 3:00 | 1 октября 2016   | Нойбранденбург, Мекленбург, Германия    | Завоевал титул регулярного чемпиона мира по версии WBA в полутяжёлом весе.                                                |
| 29-3      | Анджей Фонфара          | 27-3-0               | UD  | 12           | 16 октября 2015  | Чикаго, Иллинойс, США                   | Бой за титул чемпиона мира по версии WBC International в полутяжёлом весе. Счёт: 113-115, 112-116, 112-116                |
| 29-2      | Томас Ман               | 13-8-1               | KO  | 1 (8)        | 30 мая 2015      | Лондон, Англия                          | |
| 28-2      | Тони Белью              | 22-2-1               | SD  | 12           | 22 ноября 2014   | Ливерпуль, Англия                       | 115-113, 113-115, 112-116.                                                                                                |
| 28-1      | Алехандро Эмилио Валори | 15-4                 | TKO | 4 (12), 1:16 | 12 июля 2014     | Ливерпуль, Англия                       | Защитил титул WBA Inter-Continental.                                                                                      |
| 27-1      | Шон Корбин              | 17-4                 | TKO | 2 (12), 2:19 | 17 мая 2014      | Кардифф, Уэльс                          | Бой в первом тяжёлом весе. Завоевал титул WBA Inter-Continental.                                                          |
| 26-1      | Сергей Ковалёв          | 21-0-1               | TKO | 4 (12), 0:21 | 17 августа 2013  | Кардифф, Уэльс                          | Потерял титул WBO в полутяжелом весе. Клеверли 2 раза в нокдауне в 3 раунде.                                              |
| 26-0      | Робин Красничи          | 39-2                 | UD  | 12           | 20 апреля 2013   | Лондон, Англия                          | 119-109, 120-108, 120-108. Защитил титул WBO в полутяжелом весе.                                                          |
| 25-0      | Шон Хок                 | 23-2-1               | TKO | 8 (12), 1:53 | 10 ноября 2012   | Лос-Анджелес, США                       | Защитил титул WBO в полутяжелом весе. Хок 2 раза в нокдауне в 7 раунде и 1 раз в 8 раунде.                                |
| 24-0      | Томми Карпенси          | 21-2-1               | UD  | 12           | 25 февраля 2012  | Кардифф, Уэльс                          | 120-108, 120-108, 120-108. Защитил титул WBO в полутяжелом весе.                                                          |
| 23-0      | Тони Белью              | 16-0                 | MD  | 12           | 15 октября 2011  | Ливерпуль, Англия                       | 117-112, 114-114, 116-113. Защитил титул WBO в полутяжелом весе.                                                          |
| 22-0      | Алексий Куземский       | 21-2                 | TKO | 4 (12), 1:27 | 21 мая 2011      | Ливерпуль, Англия                       | Выиграл титул WBO в полутяжелом весе (первый титул чемпиона мира в карьере Клеверли).                                     |
| 21-0      | Наджиб Мохаммеди        | 23-1                 | UD  | 12           | 11 декабря 2010  | Ливерпуль, Англия                       | Выиграл временный титул WBO в полутяжелом весе.                                                                           |
| 20-0      | Каро Мурат              | 22-0                 | TKO | 10 (12)      | 18 сентября 2010 | Бирмингем, Англия                       | Претендентский бой WBO в полутяжелом весе. Рефери остановил бой перед 10 раундом в результате обследования Мурата врачом. |
| 19-0      | Антонио Бранкалион      | 32-7-2               | TKO | 5 (12), 1:15 | 13 февраля 2010  | Лондон, Англия                          | Выиграл титул EBU в полутяжелом весе.                                                                                     |
| 18-0      | Кортни Фрай             | 13-2                 | TKO | 8 (12), 2:51 | 9 октября 2009   | Лондон, Англия                          | Защитил титул чемпиона Великобритании и Британского Содружества в полутяжелом весе.                                       |
| 17-0      | Дэнни Макинтош          | 10-0                 | TKO | 7 (12), 1:30 | 18 июля 2009     | Лондон, Англия                          | Выиграл титул чемпиона Великобритании, защитил титул Британского Содружества в полутяжелом весе.                          |
| 16-0      | Билли Бойл              | 12-1                 | TKO | 2 (12), 2:22 | 22 мая 2009      | Лондон, Англия                          | Защитил титул Британского Содружества в полутяжелом весе.                                                                 |
| 15-0      | Самсон Оньянго          | 18-3                 | TKO | 1 (12), 2:15 | 13 февраля 2009  | Суиндон, Англия                         | Защитил титул Британского Содружества в полутяжелом весе.                                                                 |
| 14-0      | Даглас Отиено Окола     | 18-1                 | KO  | 1 (12), 2:39 | 12 декабря 2008  | Уиднес, Англия                          | Защитил титул Британского Содружества в полутяжелом весе.                                                                 |
| 13-0      | Тони Оуки               | 25-3-1               | UD  | 12           | 10 октября 2008  | Ливерпуль, Англия                       | Выиграл вакантный титул Британского Содружества в полутяжелом весе.                                                       |
| 12-0      | Антонио Бейкер          | 7-9                  | UD  | 8            | 19 апреля 2008   | Лас-Вегас, США                          | 80-72, 80-72, 80-72. |
| 11-0      | Джоуи Вегас             | 10-1                 | PTS | 8            | 3 ноября 2007    | Кардифф, Уэльс                          | 78-75. |
| 10-0      | Айити Пауэрс            | 13-8-1               | KO  | 6 (8), 2:43. | 21 июля 2007     | Кардифф, Уэльс                          | |
| 9-0       | Ник Окот                | 4-11-4               | PTS | 8            | 7 апреля 2007    | Кардифф, Уэльс                          | 80-72. |
| 8-0       | Варужан Давтян          | 5-28                 | PTS | 4            | 18 ноября 2006   | Ньюпорт, Уэльс                          | 40-36. |
| 7-0       | Тони Куигли             | 7-0                  | TKO | 5 (6), 0:57. | 14 октября 2006  | Манчестер, Англия                       | |
| 6-0       | Марк Филлипс            | 8-33                 | PTS | 4            | 8 июля 2006      | Кардифф, Уэльс                          | 40-37. |
| 5-0       | Брендан Хэлфорд         | 3-0                  | PTS | 4            | 1 июня 2006      | Барнсли, Англия                         | 40-36. |
| 4-0       | Джон Фостер             | 6-8-1                | PTS | 4            | 4 марта 2006     | Манчестер, Англия                       | 40-35. |
| 3-0       | Лэнс Холл               | 3-4                  | TKO | 3 (4), 2:27  | 4 декабря 2005   | Телфорд, Англия                         | |
| 2-0       | Даррен Гетин            | 3-3-2                | PTS | 4            | 10 сентября 2005 | Кардифф, Уэльс                          | 39-38. |
| 1-0       | Эрни Смит               | 12-84-4              | PTS | 4            | 23 июля 2005     | Эдинбург, Шотландия                     | 39-38. |